# Confracourt
Confracourt – miejscowość i gmina we Francji, w regionie Burgundia-Franche-Comté, w departamencie Górna Saona.
Według danych na rok 1990 gminę zamieszkiwało 147 osób, a gęstość zaludnienia wynosiła 7 osób/km² (wśród 1786 gmin Franche-Comté Confracourt plasuje się na 597. miejscu pod względem liczby ludności, natomiast pod względem powierzchni na miejscu 102.).